# یونی (هندو)

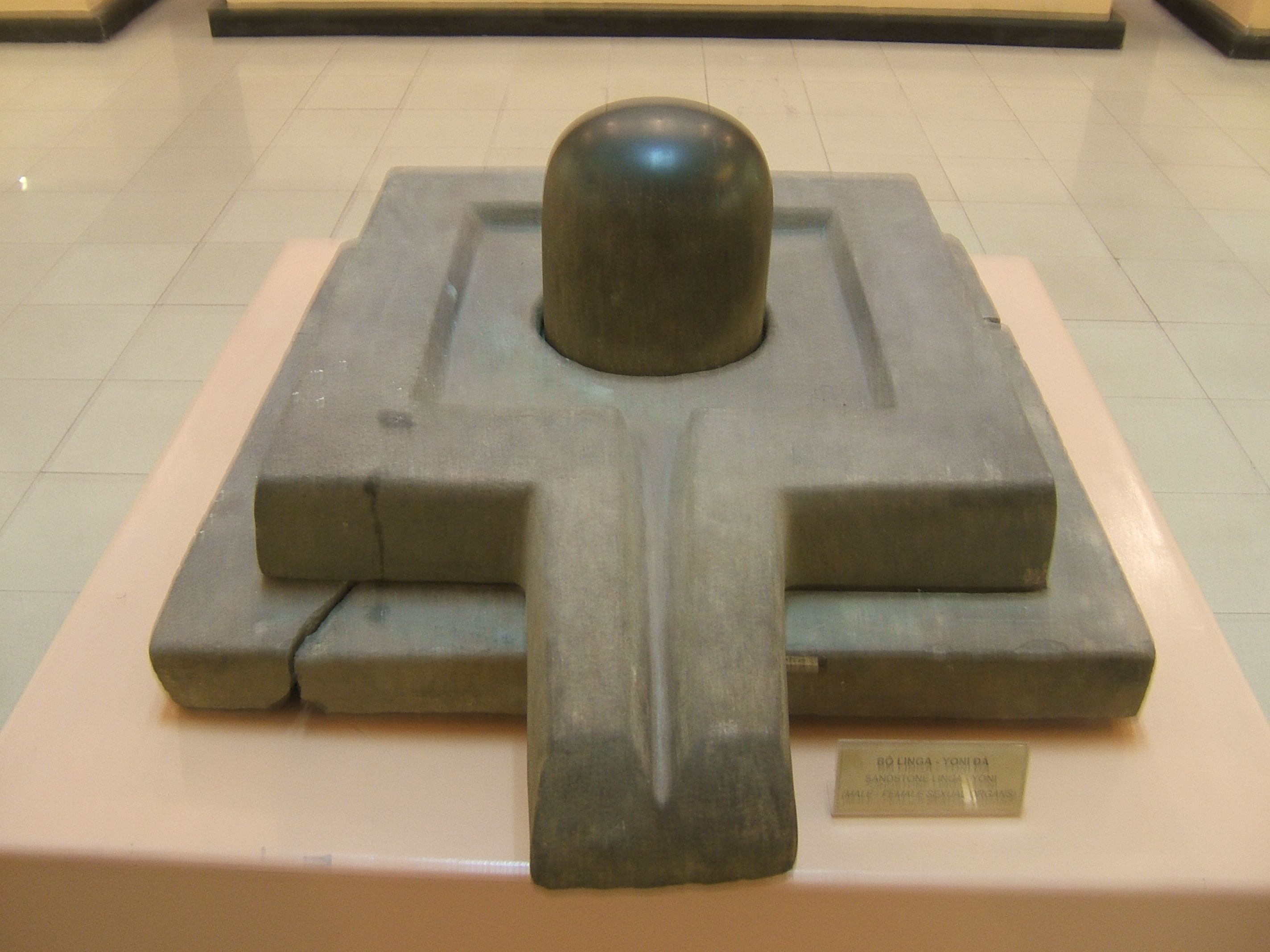
ورود لینگام در یونی، معبدی در ویتنام

یونی (به دوناگری: योनि معنای لفظی: واژن یا زهدان) نمادی از شاکتی ایزدبانوی هندو است. شاکتی در آئین شیواپرستی همسر شیوا ایزد آفریننده دنیاست و یونی معمولاً در کنار لینگام که نماد آلت نرینگی شیواست عبادت شده و متداولترین نماد غایی در هند محسوب می‌شود.